# Areografi

Topografisk karta över Mars.

Areografi (från grekiska guden Ares (romarnas Mars) och grafein, beskriva) eller Mars geografi, är en geografisk beskrivning av planeten Mars. Ämnet fokuserar främst på geologiska företeelser över Mars yta och dess kartografiska representationer. Motsvarande ämne på jorden brukar kallas fysisk geografi.

## Historia

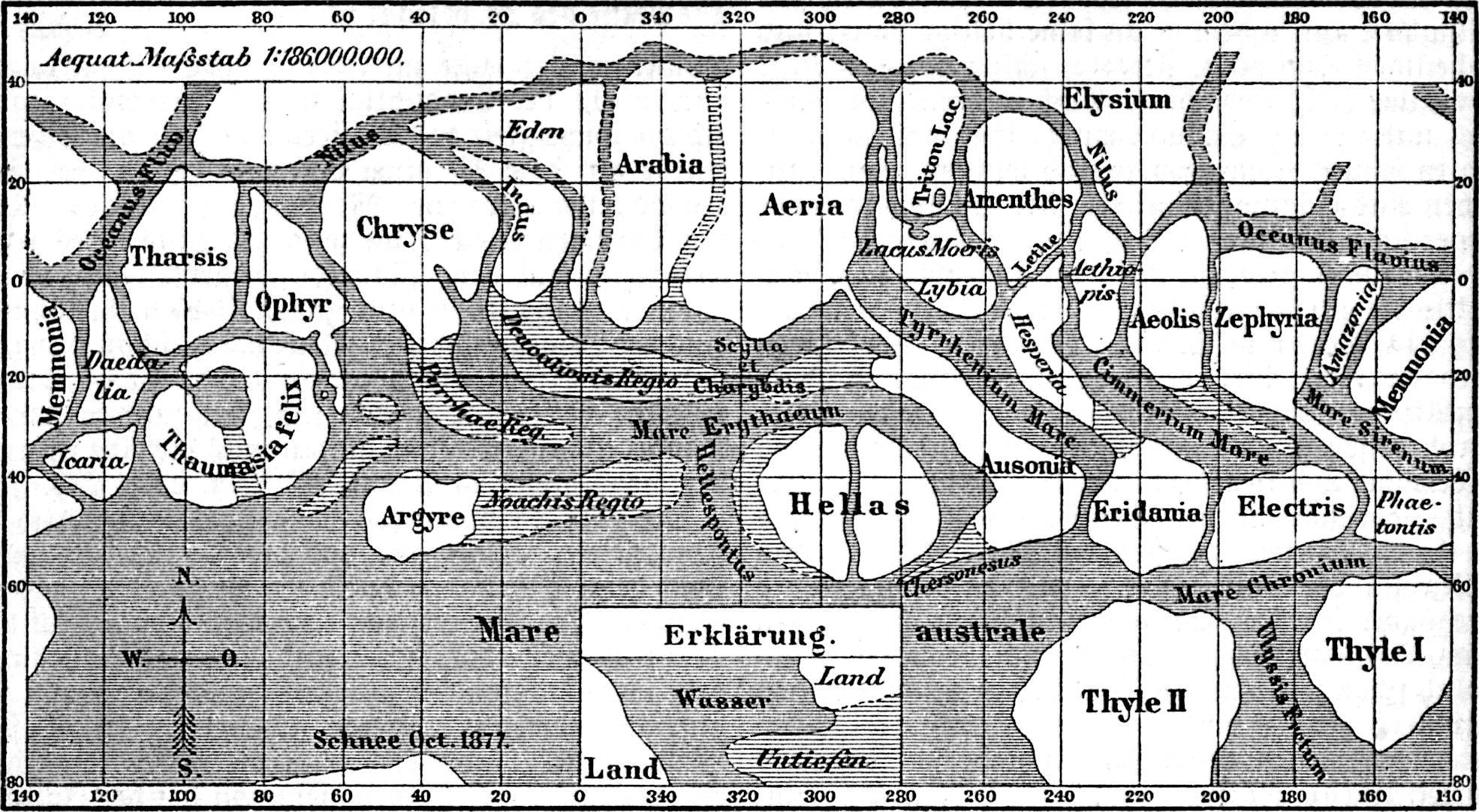
Karta över Mars av Giovanni Schiaparelli.

De första observationerna av Mars yta gjordes med landbaserade teleskop. Precis som i modern tid gjordes de bästa observationerna när Mars var i opposition med jorden (då Mars och solen är på var sin sida av himlen, sett från jorden). Det är då Mars lyser som starkast. De här förhållandena uppträder med ett mellanrum på ungefär 2 år och 2 månader.
September 1877 skedde en perihelisk opposition vilket utnyttjades av den italienske astronomen Giovanni Schiaparelli som publicerade den första detaljerade kartan över Mars. Dessa kartor innehöll några anmärkningsvärda företeelser han kallade canali ("kanaler") som senare skulle visa sig vara en optisk illusion. Dessa kanaler skulle ha varit långa raka linjer på Mars yta som han gav namn från kända floder på jorden. Hans term canali översattes felaktigt till engelskans canals vilket antyder att de är konstruerade istället för den korrekta översättningen channels som är naturliga företeelser. På så sätt startades en kontrovers gällande om dessa kanaler var bevis på en utomjordisk civilisation.
Redan före Schiaparellis karta av Mars hade det funnits idéer om att Mars skulle vara bebott och att det i likhet med jorden skulle finnas oceaner och kontinenter. Idéerna fick dock ny spridning efter Schiaparellis publikationer och inte minst astronomen Percival Lowell kom att popularisera och sprida tankarna på kanaler och intelligent liv på Mars i tidskrifter och böcker i slutet av 1800-talet och början av 1900-talet. I början av 1900-talet hade det astronomiska samfundet dock blivit mer skeptiska mot kanaler på Mars och när NASA:s rymdsond Mariner 4 1964 anlände till Mars och kunde skicka tillbaka fotografier av planetens yta avfärdades helt tankarna på kanaler på Mars.
Men kvalitén på de bilder man fick tillbaka var mycket dålig. Det var inte förrän den mycket framgångsrika och viktiga rymdsonden Mars Global Surveyor anlände till Mars kring sekelskiftet 2000 som man kunde upprätta en komplett detaljerad karta över Mars. Dessa kartor kan nu ses online.

## Interaktiv karta över Mars
Den följande kartan har länkar inbyggda, klicka på de formationer du är intresserad av och du kan läsa artikeln om denna (i de fall den finns).

## Topografi

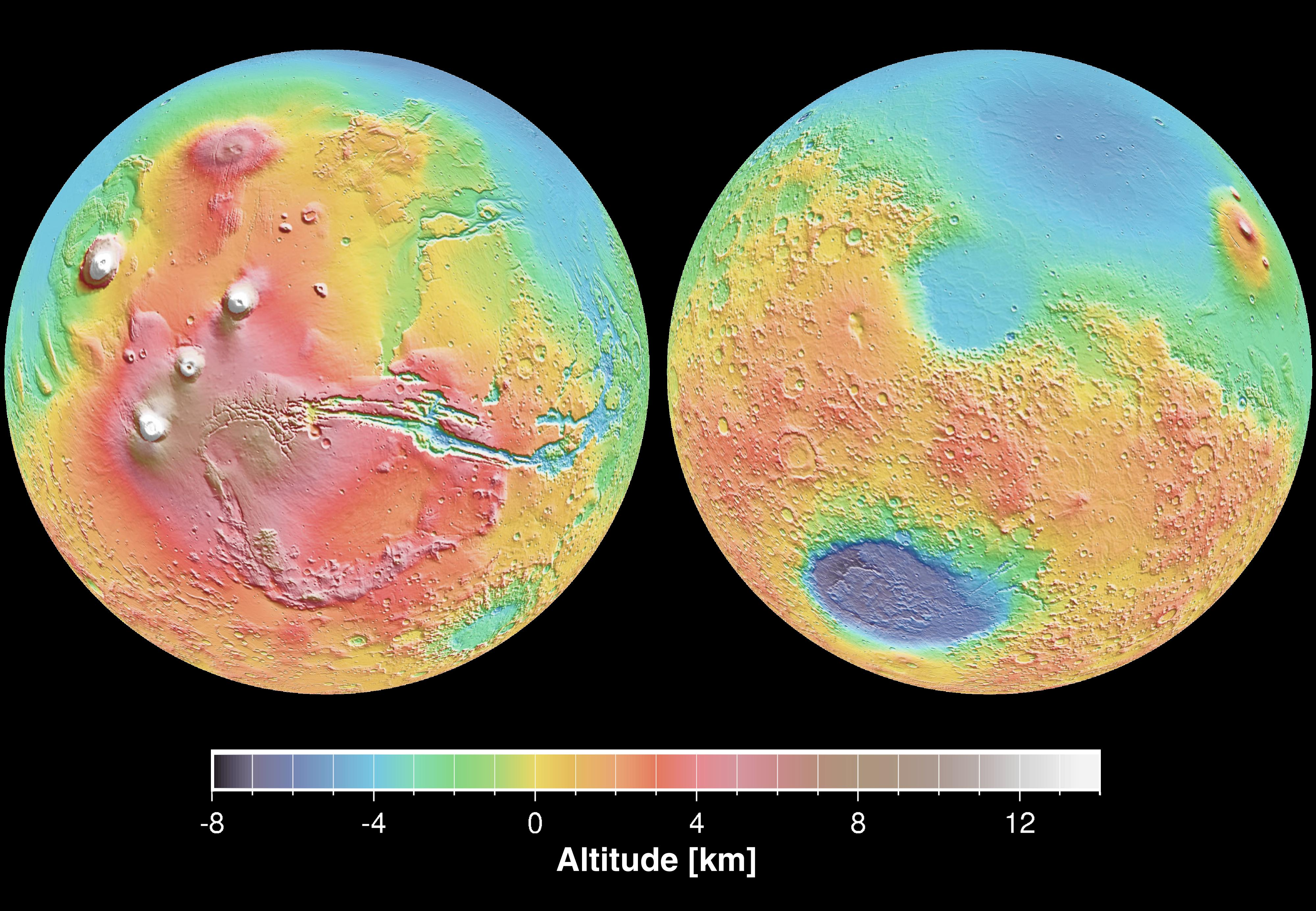
Altitudkarta över Mars skapad från data av Mars Global Surveyor

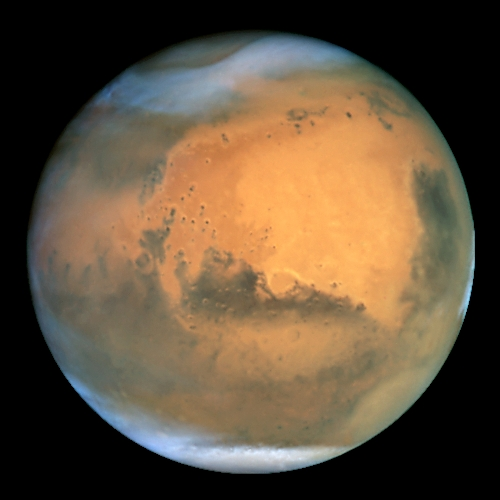
Mars, 2001, med det södra polartäcket synligt längst ner.

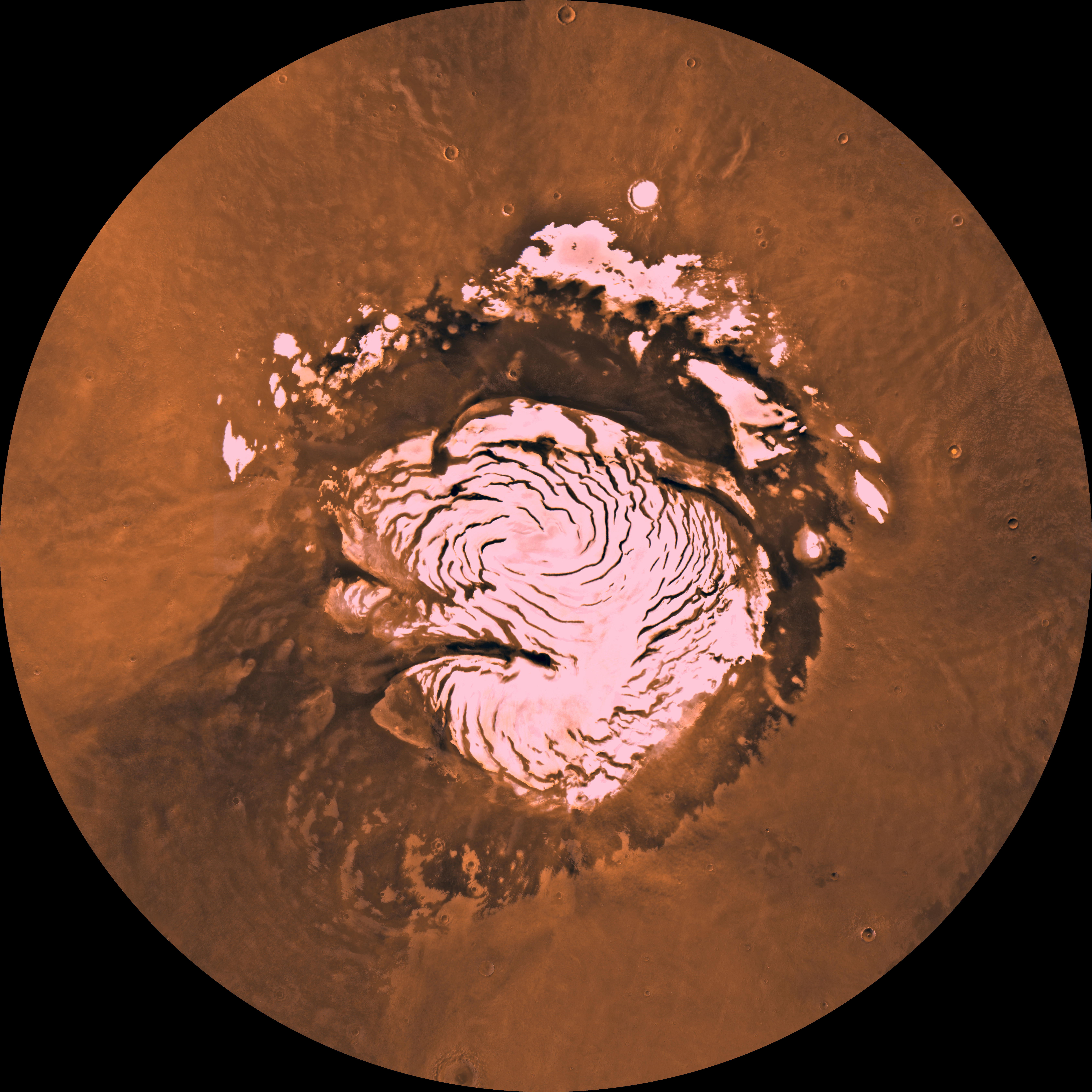
Norra polarregionen.

Tudelningen av Mars topografi är slående. De flacka slätterna i de norra lågländerna står i stark kontrast mot de södra högländerna som påminner om ett månlandskap med starkt ärrad terräng från oräkneliga kollisioner med asteroider och kometer under solsystemets tidigaste period. Mars yta sedd från jorden är följaktligen också delad i två typer av områden med olika albedo. De blekare slätterna är täckta med stoft och sand med ett rikligt innehåll av rödaktiga järnoxider och troddes en gång vara Mars kontinenter och gavs namn som Arabia Terra (Arabiens land) och Amazonis Planitia (Amazoniska slätten). De mörkare delarna troddes vara hav, därav deras namn som Mare Erythraeum, Mare Sirenum och Aurorae Sinus. Det största och mest markanta svarta området sett från jorden är Syrtis Major.
Den enorma sköldvulkanen Olympus Mons (Olympens berg) är med sin höjd på 26 km det högsta kända berget i solsystemet, betydligt högre och åtskilliga gånger mer massivt än de största bergen på jorden. Vulkanen finns i en forntida geologiskt mycket aktiv höglandsregion kallad Tharsis som innehåller flera mycket stora vulkaner. Se lista över berg på Mars. Tharsisregionen på Mars har också solsystemets största kanjon, Valles Marineris (Mariners dal), som fick sitt namn från rymdprogrammet Marinerprogrammet och är 4 000 km lång och 7 km djup (som jämförelse kan nämnas att Grand Canyon i USA "endast" är drygt 400 km lång och som mest 1,6 km djup). Stora delar av Mars är täckt av nedslagskratrar, den största av dessa är Hellas Planitia som är täckt av en ljusröd sand. Se vidare lista över kratrar på Mars.
Mars har två permanenta istäcken vid vardera polen. Den norra finns i regionen Planum Boreum och den södra vid Planum Australe.
Höjdskillnaden mellan Mars högsta och lägsta punkt är nästan 31 km (från botten av Hellas Planitia 4 km under Mars nollnivå (se nedan) till toppen av Olympus Mons på 26 km höjd). Som jämförelse är skillnaden mellan jordens lägsta och högsta punkter, Mount Everest och Marianergraven, bara 19,7 km. Om man tar hänsyn till planeternas olika radier har Mars en nästan tre gånger ojämnare yta.
Internationella Astronomiska Unionen ansvarar för namngivningen av platser och företeelser på mars.

### Nollnivå
Eftersom Mars inte har hav och därmed ingen 'havsnivå' har man bestämt en godtycklig nollnivå för att kartlägga ytan. Denna nivå är definierad som den altitud där luften har ett tryck som motsvarar trycket vid vattnets trippelpunkt på Mars, det vill säga den punkt där vatten kan existera som gas, vätska eller i fast form. På Mars nås den punkten vid 610,5 Pa (ungefär 0,6% av jordens lufttryck vid havsnivå).

## Nollmeridianen
Mars ekvator definieras av dess rotation, men platsen för dess Nollmeridian har godtyckligt specificerats, precis som jordens. De tyska astronomerna Wilhelm Beer och Johann Heinrich Mädler valde en lite cirkulär företeelse som en referenspunkt när de skapade den första systematiska kartan över Mars 1830-1832. År 1877 valdes deras punkt som nollmeridian av den italienske astronomen Giovanni Schiaparelli för dennes berömda kartläggning av planeten. När rymdsonden Mariner 9 sände tillbaka bilder från Mars under 1972 valdes en liten krater (senare kallad Airy-0) i Sinus Meridiani (Meridianbukten) längs med linjen Beer och Mädler valt ut för att mer precist specificera 0,0° longitud.

## Nomenklatur

### Tidig nomenklatur
Även om de är mer kända för sin kartläggning av månen med start 1830 var Johann Heinrich Mädler och Wilhelm Beer de första "areograferna". De började med att fastställa att de flesta företeelserna på ytan var permanenta och bestämde Mars rotationsperiod. År 1840 kombinerade Mädler 10 års observationer och ritade den första kartan över Mars. Istället för att ge platser på Mars namn använde de bokstäver; Sinus Meridiani till exempel betecknades med "a".
Under de kommande decennierna förbättrades instrumenten och antalet observatörer ökade. Många platser på Mars fick en rad mer eller mindre märkliga namn. Ett par exempel är Solis Lacus som var känt som "Oculus" (ögat) och Syrtis Major som var känt som "timglashavet" eller "skorpionen". År 1858 fick Syrtis Major också namnet "Atlantic Canale" av astronomen Angelo Secchi. Secchi kommenterade att företeelsen tycktes spela samma roll som Atlanten gör på jorden genom att dela den gamla kontinenten från den nya. 
År 1867 ritade Richard Anthony Proctor en karta av Mars, grovt baserat på William Rutter Dawes tidigare sketcher från 1865, de då bästa tillgängliga. Proctors system förklarades genom att han namngav platser efter namnen på de observatörer som har studerat just de företeelserna. Här följer ett par av de namnen, tillsammans med de som senare föreslogs av Schiaparelli:
- Kaiser Sea  = Syrtis Major
- Lockyer Land = Hellas Planitia
- Main Sea = Lacus Moeris
- Herschel II Strait = Sinus Sabaeus
- Dawes Continent = Aeria and Arabia
- De La Rue Ocean = Mare Erythraeum
- Lockyer Sea = Solis Lacus
- Dawes Sea = Tithonius Lacus
- Madler Continent = Chryse Planitia, Ophir, Tharsis
- Maraldi Sea = Maria Sirenum och Cimmerium
- Secchi Continent = Memnonia
- Hooke Sea = Mare Tyrrhenum
- Cassini Land = Ausonia
- Herschel I Continent = Zephyria, Aeolis, Aethiopis
- Hind Land = Libya

Proctors nomenklatur kritiserades, främst eftersom hans namn ärade så många engelska astronomer, men också eftersom han använde samma namn mer än en gång. Till exempel förekommer Dawes inte mindre än 6 gånger (Dawes Ocean, Dawes Continent, Dawes Sea, Dawes Strait, Dawes Isle, och Dawes Forked Bay).

### Modern nomenklatur
Sedan internationella astronomiska unionen (IAU) grundades 1919 har organisationen på olika sätt ansvarat för namngivningen av platser och företeelser på Mars. Nya namn har efterhand antagits, även om många äldre namn har anammats och förts in i nya standarder. Efter omfattande arbete godkändes 1973 en standardiserad nomenklatur för Mars (en liknande standard fanns tidigare för månen). Processen för att namnge och godkänna nya namn godkändes också vid samma möte: först behandlar en beredningsgrupp inom IAU ett förslag, sedan går det vidare till arbetsgruppen för nomenklatur för planetsystem (WGPSN) som slutligen godkänner ett namnförslag.
Den planetariska nomenklaturen används huvudsakligen för att beskriva topografiska och morfologiska drag på planeter (inkluderat Mars), samt albedoföreteelser. Ett exempel på ett namn som bytts är att Nix Olympica (Olympus snö) fått det nya namnet Olympus Mons (Olympus berg). Stora kratrar är namngivna efter viktiga vetenskapsmän och science fiction-författare medan mindre har fått sina namn från städer och byar på jorden.
Olika landmärken som studeras av robotarna MER-A och MER-B ges tillfälliga namn för att identifiera dem, men vissa företeelser som Columbia Hills har fått sitt namn för att ära de sju astronauter som tragiskt dog i Columbiahaveriet. Det finns förhoppningar att dessa namn ska göras permanenta av Internationella Astronomiska Unionen.